# ベン・シモンズ
ベンジャミン・デビッド・シモンズ（Benjamin David Simmons, 1996年7月20日 - ）は、オーストラリアのビクトリア州メルボルン出身のプロバスケットボール選手。ポジションはポイントガードまたはパワーフォワード。

## 経歴

### ハイスクール・カレッジ
2013年1月にNBA選手を目指すために渡米。フロリダ州のモントヴェルデ・アカデミー高校でディアンジェロ・ラッセルと共に活躍し、全米級の選手として注目されるようになった。

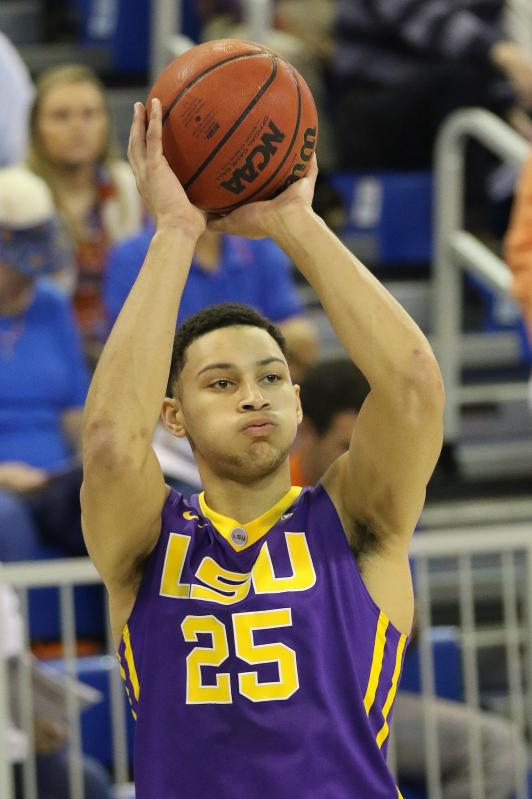
ルイジアナ州立大学時代

高校卒業後はルイジアナ州立大学に進学。同大学でも1年生ながら主力として活躍し、平均19.2得点、11.8リバウンド、4.8アシストを記録した。

### フィラデルフィア・76ers

#### 2016-17シーズン：故障でシーズン全休
2016年3月に2016年のNBAドラフトにアーリーエントリーを表明。フィラデルフィア・76ersから全体1位指名を受けた。
しかし、トレーニングキャンプ中の9月30日に右第5中足骨基部骨折。2017年2月にシーズンデビューが絶望になったと報じられ、結局ルーキーシーズンは全休。2017-18シーズンに改めてNBAデビューを目指すことになった。

#### 2017-18シーズン
2017年夏のサマーリーグは不参加だった。10月4日のメンフィス・グリズリーズとのプレシーズンマッチで、1年越しのNBAデビュー。10月18日のワシントン・ウィザーズとの開幕戦で18得点、10リバウンド、5アシストを記録し、公式戦デビューを飾った。10月21日に行われたトロント・ラプターズ戦で18得点、10リバウンド、8アシストを記録。試合は128-94で敗れたが、シモンズはオスカー・ロバートソン以来となるNBAデビューから最初の3試合全てで10得点・10リバウンド・5アシスト以上を記録した選手となった。同月23日のデトロイト・ピストンズ戦ではリーグ戦4戦目にして21得点、13リバウンド、10アシストを記録し、自身初のトリプル・ダブルを達成し、76ersにシーズン初勝利をもたらした。これによりオスカー・ロバートソン、アート・ウィリアムス以来NBA史上3人目となるNBAデビューからの4試合以内でトリプル・ダブルを達成した選手となった。11月3日に行われたインディアナ・ペイサーズ戦でキャリア2度目のトリプル・ダブルとなる14得点、11リバウンド、11アシストを記録した。12月18日に行われたシカゴ・ブルズ戦で試合は117-115で敗れたが、19得点、11アシスト、10リバウンドを記録し、キャリア4度目のトリプル・ダブルとなった。2018年1月24日に行われたシカゴ・ブルズ戦で19得点、17リバウンド、14アシストを記録し、キャリア5度目のトリプル・ダブルとなった。試合は115-101でシクサーズが勝利した。5度目のトリプル・ダブル達成により、1994-95シーズンにジェイソン・キッドが記録したシーズン4度のトリプル・ダブルを抜いた。2月14日に行われたマイアミ・ヒート戦で18得点、12リバウンド、10アシストを記録し、試合はシクサーズが104-102で勝利した。
2月22日に行われたシカゴ・ブルズ戦でキャリア・ハイとなる32得点、7リバウンド、11アシストを記録し、試合はシクサーズ116-115で勝利した。3月1日、2月の月間最優秀新人選手賞に選ばれた。これで2カ月連続で今季3度目の同賞受賞となった。3月15日に行われたニューヨーク・ニックス戦でオスカー・ロバートソン、マジック・ジョンソンに次ぐ、ルーキーシーズンに1000得点・500リバウンド・500アシストを達成したNBA史上3人目の選手となった。また、この試合で今季8回目のトリプル・ダブルを記録したシモンズは、オスカー・ロバートソンの26回に次いでルーキーシーズンにトリプル・ダブルを最も多く記録した選手となった。3月24日に行われたミネソタ・ティンバーウルブズ戦で今季10度目のトリプル・ダブルとなる15得点、12リバウンド、13アシストを記録、試合は76ersが120-108で勝利した。4月1日に行われたシャーロット・ホーネッツ戦で20得点、15アシスト、8リバウンドを記録し、試合は76ersが119-102で勝利した。4月6日に行われたクリーブランド・キャバリアーズ戦で27得点、15リバウンド、13アシストを記録し、試合は76ersが132-130で勝利、連勝を13に伸ばした。
プレーオフ1回戦、対マイアミ・ヒートの初戦で17得点、14アシスト、9リバウンドを記録し、試合は130-103で勝利した。第4戦で自身プレーオフ初のトリプル・ダブルとなる17得点、13リバウンド、10アシストを記録し、試合は106-102で勝利した。ルーキーがプレーオフでトリプル・ダブルを記録するのは、1980年のマジックジョンソン以来となった。シーズン終了後、オールルーキー1stチームに選出され、新人王を受賞した。

#### 2018-19シーズン：初のオールスター選出
2019年7月15日、シクサーズと2020-21シーズンからの5年総額1億7000万ドルで契約延長した。2018年9月、シモンズはオフシーズン中に課題だったアウトサイドシュートの改善に取り組み始めた。同年10月16日のボストン・セルティックスとの開幕戦で、19得点、15リバウンド、8アシストを記録したが、76ersは105-87で敗れた。2日後のシカゴ・ブルズ戦では、13得点、13リバウンド、11アシストを記録し、キャリア13回目のトリプル・ダブルを達した。2019年1月5日のダラス・マーベリックスにて、20得点、14リバウンド、11アシストを記録し、シーズン6回目のトリプルダブルを達成した。1月15日のミネソタ・ティンバーウルブズ戦には、20得点、11リバウンド、9アシストを記録した。この試合でシモンズはNBA史上2番目に最速の通算2000得点・1000リバウンド・1000アシストを達成した（1位はオスカー・ロバートソン）。通算125試合での達成はマジック・ジョンソンより9試合、レブロン・ジェームズより33試合早い記録となった。1月31日、自身初のオールスターゲームにイースタン・カンファレンスのリザーブとして選ばれ、オーストラリア出身の選手では史上初の快挙となった。

#### 2019-20シーズン

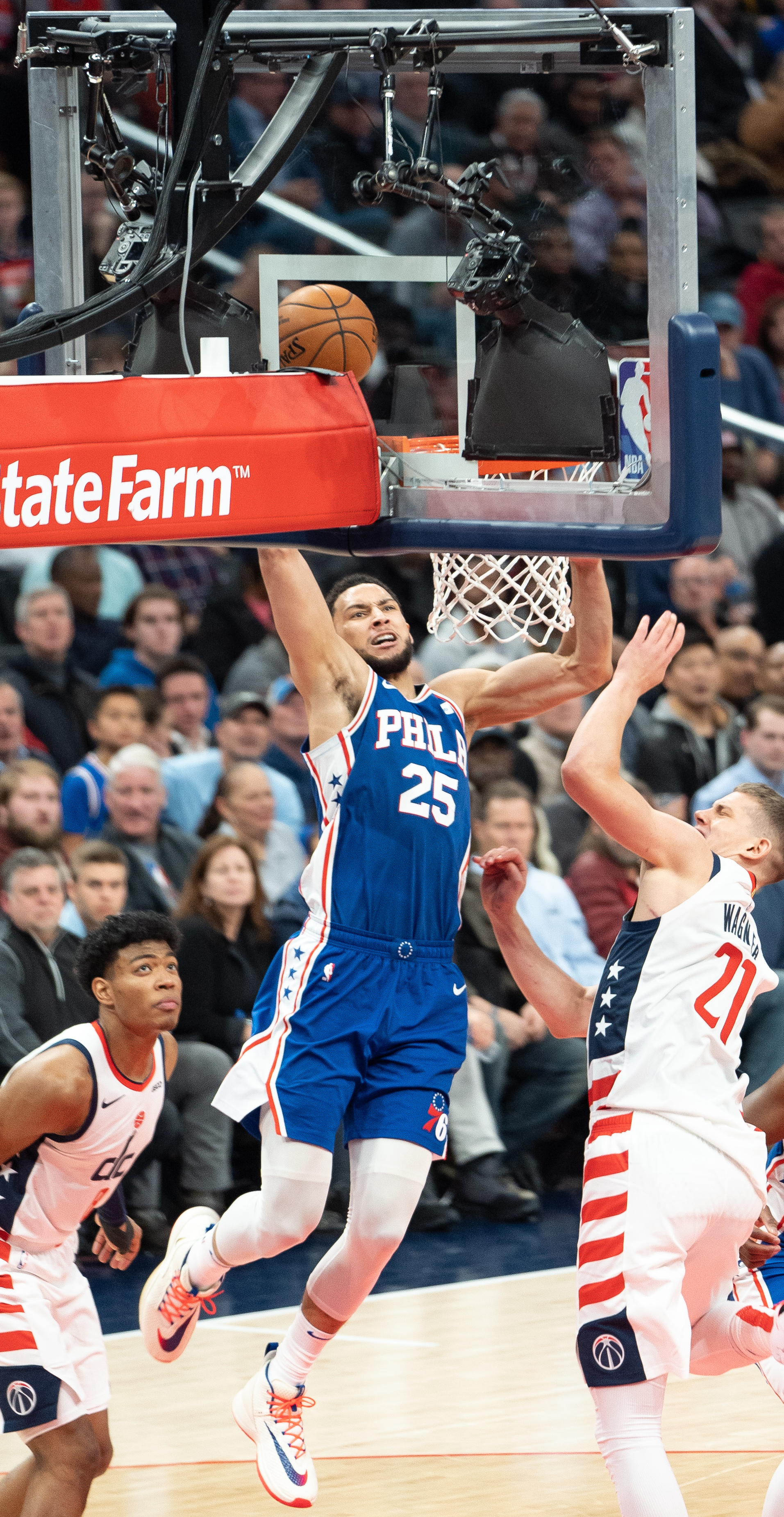
2019年のワシントン・ウィザーズ戦にてダンクを試みるシモンズ。

シーズン終了後、スティール王に輝き、オールNBAサードチームとNBAオールディフェンシブファーストチームに選ばれた。

#### 2020-21シーズン
2021年2月16日のユタ・ジャズ戦にてキャリアハイの42得点、12リバウンドのダブルダブルを記録したが、チームは123-134で敗北した。このシーズンは平均14.3得点、7.2リバウンド、6.9アシストの成績を記録。平均得点は自己ワーストとなったが、3年連続でオールスターに選出され（当日は新型コロナウイルス安全性プロトコルの問題で不出場）、2年連続でオールディフェンシブ1stチームに選出された。一方、入団以来課題とされている3ポイントシュートはこのシーズンもほとんど試投せず、改善が見られなかった。チームはカンファレンス1位でプレーオフに出場し、ワシントン・ウィザーズとの1回戦では第1戦から3連勝しシリーズ突破に王手をかけたが、第4戦でウィザーズはフリースローが苦手なシモンズに意図的にファウルしてフリースローを打たせるハック・ア・シャック戦法を敢行。この試合で11本放ったフリースローを5本しか決められず、チームも敗れる。第5戦で勝利してシリーズ突破を決めたものの、続くアトランタ・ホークスとのカンファレンス準決勝でもホークスから同様の戦法を受け、深刻なシュートスランプに陥ってしまう。そして自信を無くしたのかこのシリーズではオフェンス面で積極性を欠き、終盤になるにつれシュートの試投数が減っていった。その後、勝利した方がシリーズ突破となる第7戦では86-88で迎えた第4Qの残り3分31秒の場面にて、ゴール下でノーマークになったにもかかわらず、ダンクをせず横にいたマティス・サイブルへパスし、同点に追い付くチャンスを逃してしまう。このプレーが流れを決定付け、チームは試合に敗れシリーズ敗退。この年のプレーオフでのフリースロー成功率は34.2%と散々な数字であった。この敗退により、前年から囁かれていたトレードの噂が加速。そしてオフの2021年8月31日にGMのエルトン・ブランド、ヘッドコーチのドック・リバースらと面談し、チームに残りたくないことと、トレーニングキャンプにも参加しない意向を伝え、事実上のトレード要求を行った。

#### 2021-22シーズン
トレード要求したものの交渉は難航し、トレードが成立しない場合はシーズン全休も辞さない姿勢だと表明した。これには大学の先輩であるシャキール・オニールも苦言を呈した。その後シクサーズはシモンズの年俸25%分の支払いを拒否し、試合に出場しない場合はシーズンが進むにつれて罰金を課すことを発表。先行きが不透明になっていたが、シーズン開幕前に代理人とシクサーズ側との会談が行われ、チームに再合流した。しかし、開幕直前の10月19日の練習中に守備ドリルへの参加を拒否。激怒したヘッドコーチのリバースにより帰宅させられ、1試合の出場停止処分を受けるなど、改めてシクサーズとシモンズとの確執が浮き彫りになる形となり、これにはジョエル・エンビードも呆れ返るしかなかった。シモンズとシクサーズの関係は日々悪化の一途を辿っており、同シーズンは開幕から事実上無期限出場停止状態となっている 。更に同月12月にはサンアントニオ・スパーズへのトレード加入に前向きな姿勢を見せているとも報じられた。結果的にこのシーズンは76ersでは1試合もプレーしなかった。

### ブルックリン・ネッツ
2022年2月10日にジェームズ・ハーデン、ポール・ミルサップとのトレードで、セス・カリー、アンドレ・ドラモンド、2022年1巡目指名権、2027年1巡目指名権と共にブルックリン・ネッツに移籍した。しかし、加入後もコンディション不足で不出場の状態が続き、4月4日にレギュラーシーズンを全休することが発表された。

#### 2022-23シーズン
2023年3月28日に今シーズンを全休することが発表された。

#### 2023-24シーズン
15試合で平均23.9分間出場。平均6.1得点、7.9リバウンド、5.7アシストを記録するも、2月27日を最後に、その後欠場が続いた。3月14日、再び腰の手術を受けたことが発表された。

#### 2024-25シーズン
2025年2月8日にネッツとのバイアウトに合意した。

### ロサンゼルス・クリッパーズ
同月10日にロサンゼルス・クリッパーズとの契約に合意した。3日後のユタ・ジャズ戦でクリッパーズデビューを果たし、ベンチ出場ながら12得点、7リバウンド、6アシスト、3スティール、1ブロックを記録し、チームは延長戦の末に120-116で辛勝した。

## オーストラリア代表
2013年にユース世代の代表に選出され、2014年FIBAバスケットボール・ワールドカップに、当時18歳ながらフル代表に招集された。なお、2016年のリオデジャネイロオリンピックは、「NBAのルーキーシーズンに備えたい」という理由で、辞退を表明している。

## プレースタイル
PGとしては非常にサイズに恵まれており、その体格を生かしたペイント内でのシュートやディフェンス、リバウンド能力の高さなどが彼のプレーの特徴である。
また、ポイントガード本来の能力に関しても平均アシスト数が8前後とNBAにおいてもリーグトップ10に入っていることから、トリプル・ダブルも量産している。しかし、ペリメーターからのジャンプシュートや3ポイントシュートはほとんど試投せず、キャリア通算で決めた3ポイントシュートは数本のみである。毎年オフシーズンになるとSNS上では練習で難なく3ポイントシュートを決めている動画を投稿するものの、シーズンが始まると全く試投しなくなるため、謎を深めている。
2021年のプレーオフで深刻なシュートスランプに陥って以降、メンタルヘルスを発症してシュートの試投数が激減し、得点能力が大幅に低下した。

## 個人成績

### NBA

#### レギュラーシーズン
| シーズン     | チーム       | GP  | GS  | MPG  | FG%  | 3P%  | FT%  | RPG | APG | SPG | BPG | PPG  |
| ------------ | ------------ | --- | --- | ---- | ---- | ---- | ---- | --- | --- | --- | --- | ---- |
| 2017–18      | PHI          | 81  | 81  | 33.7 | .545 | .000 | .560 | 8.1 | 8.2 | 1.7 | .9  | 15.8 |
| 2018–19      | PHI          | 79  | 79  | 34.2 | .563 | .000 | .600 | 8.8 | 7.7 | 1.4 | .8  | 16.9 |
| 2019–20      | PHI          | 57  | 57  | 35.4 | .580 | .286 | .621 | 7.8 | 8.0 | 2.1 | .6  | 16.4 |
| 2020–21      | PHI          | 58  | 58  | 32.4 | .557 | .300 | .613 | 7.2 | 6.9 | 1.6 | .6  | 14.3 |
| 2022–23      | BKN          | 42  | 33  | 26.3 | .566 | .000 | .439 | 6.3 | 6.1 | 1.3 | .6  | 6.9  |
| 2023–24      | BKN          | 15  | 12  | 23.9 | .581 | —    | .400 | 7.9 | 5.7 | .8  | .6  | 6.1  |
| 2024–25      | BKN          | 33  | 24  | 25.0 | .547 | —    | .692 | 5.2 | 6.9 | .8  | .5  | 6.2  |
| 2024–25      | LAC          | 17  | 0   | 16.4 | .434 | —    | .857 | 3.8 | 3.1 | .7  | .4  | 2.9  |
| 通算         | 通算         | 383 | 344 | 31.1 | .558 | .139 | .592 | 7.4 | 7.2 | 1.5 | .7  | 13.1 |
| オールスター | オールスター | 2   | 0   | 23.0 | .929 | —    | .500 | 6.0 | 6.0 | 1.5 | .5  | 13.5 |

- 2021年のオールスターゲームは選出されながらも新型コロナウイルス安全性プロトコルの問題で不出場

#### プレーオフ
| シーズン | チーム | GP | GS | MPG  | FG%  | 3P%  | FT%  | RPG | APG | SPG | BPG | PPG  |
| -------- | ------ | -- | -- | ---- | ---- | ---- | ---- | --- | --- | --- | --- | ---- |
| 2018     | PHI    | 10 | 10 | 36.9 | .488 | .000 | .707 | 9.4 | 7.7 | 1.7 | .8  | 16.3 |
| 2019     | PHI    | 12 | 12 | 35.1 | .621 | —    | .575 | 7.1 | 6.0 | 1.3 | 1.0 | 13.9 |
| 2021     | PHI    | 12 | 12 | 33.5 | .621 | .000 | .342 | 7.9 | 8.8 | 1.3 | .8  | 11.9 |
| 2025     | LAC    | 5  | 0  | 8.4  | .333 | —    | —    | 1.4 | .8  | .2  | .8  | .8   |
| 通算     | 通算   | 39 | 34 | 31.6 | .567 | .000 | .520 | 7.2 | 6.6 | 1.2 | .9  | 12.2 |

### カレッジ
| シーズン | チーム | GP | GS | MPG  | FG%  | 3P%  | FT%  | RPG  | APG | SPG | BPG | PPG  |
| -------- | ------ | -- | -- | ---- | ---- | ---- | ---- | ---- | --- | --- | --- | ---- |
| 2015–16  | LSU    | 33 | 32 | 34.9 | .560 | .333 | .670 | 11.8 | 4.8 | 2.0 | .8  | 19.2 |